# Klingonska
Klingonska (på klingonska tlhIngan Hol och på engelska Klingon, Klingonese eller the Klingon Language) är ett konstgjort språk, konstruerat av Dr. Marc Okrand för den tredje Star Trek-filmen, Star Trek III (1984). Språket talas i filmen av den utomjordiska krigarrasen klingonerna (därav språkets namn).
År 1998 räknade man med att klingonska talades av över tusen personer i 30 länder och entusiasterna brukar tala om "Galaxens snabbast växande språk". I juli 2004 uppskattades ett 30-tal personer tala flytande klingonska.
Det klingonska språket har ISO 639-koden tlh.

## Historik
Klingonska var från början tänkt att vara ett slags rekvisitaspråk, men Marc Okrand konstruerade ett ändamålsenligt språk med runt 1000 ord. Efter filmen beslöt man att ge ut The Klingon Dictonary (1985) som en del av Star Trekmemoribilian. 
År 1991 bildades Klingonska Språkinstitutet (The Klingon Language Institute, eller KLI), ursprungligen som ett hobbyprojekt av en då arbetslös Lawrence Schoen. Intresset visade sig dock större än vad som ursprungligen anats, och idag är KLI en förening med över tusen medlemmar.
Okrand är fortfarande aktiv i språkets utveckling och tusentals personer har studerat klingonska i någon mån, men man räknar bara med att 20 till 30 personer talar det utomjordiska språket flytande. I dag är språket mer utvecklat än det var 1984 och går att använda som i princip vilket annat språk som helst. Det saknas visserligen ordförråd för många utpräglat nutida jordiska saker, men även dessa går att tala om genom att beskriva föremålet i stället för att använda egennamn.
Paramount Pictures har copyright till the Klingon Dictonary och andra kanoniska beskrivningar av språket och hävdar äganderätt till språket. The Klingon Language Institute har en licens att använda språket. Många menar att det inte går att hävda äganderätt till ett språk, men frågan har än så länge inte prövats juridiskt.

## Beskrivning av språket
Klingonska är ett språk som talas med kraft och man slösar inte tid på småprat eller artighetsfraser. Man uttalar sitt ärende och sedan är man tyst. Hälsningsfraser existerar heller inte.
Språket är medvetet skapat för att låta utomjordiskt. Sålunda innehåller det ljudkombinationer som inte existerar tillsammans i något jordiskt språk. Vissa regler för mänskliga språk bryts också, till exempel innehåller ofta språk som har ett ljud för v också ljudet f. Men inte klingonska som saknar f-ljud. Ljuden d och t följs vanligen åt. Antingen uttalas båda dentalt eller retroflext. I klingonska är d retroflext och t dentalt i sina standardformer. Ordföljden i klingonska är objekt–verb–subjekt (till exempel mat äter hunden där hunden är subjekt) vilket är ganska ovanligt. Bara cirka en procent av alla mänskliga språk har denna ordföljd, som är bakvänd mot den vanligaste ordföljden som återfinns i bland annat svenska och engelska (hunden äter mat).
Med klingonska menar man oftast tlhIngan Hol, det vill säga det språk som Okrand skapade, men det finns ett annat klingonskt språk som författaren John M. Ford skapade för en Star Trek-roman som oftast refereras till som klingonaase.

## Grammatik
Klingonskan är ett agglutinerande OVS-språk (Objekt-Verb-Subjekt) som innehåller prefix och suffix.

### Fonologi
| Bokstav | IFA       | Ljud                                            | Bokstav | IFA            | Ljud                                                                     |
| ------- | --------- | ----------------------------------------------- | ------- | -------------- | ------------------------------------------------------------------------ |
| a       | /ɑ/       | som far                                         | o       | /o/            | som å                                                                    |
| b       | /b/       | som bar                                         | p       | /pʰ/           | som i pass                                                               |
| ch      | /ʧ/       | som i engelskans chess                          | q       | /q/            | ungefär som "k" men med tungan förflyttad längre bak                     |
| D       | /ɖ/ (/ɳ/) | som ord i rikssvenska; även som hörn förekommer | Q       | /q͡χ/           | som q + H                                                                |
| e       | /ɛ/       | som i häst                                      | r       | /r/ (/ɾ/, /ɹ/) | som i röd, spanska rojo eller engelska red                               |
| gh      | /ɣ/       | tonad variant av /x/                            | S       | /ʂ/            | som fors                                                                 |
| H       | /x/       | som tyskans Bach                                | t       | /tʰ/           | som i tal                                                                |
| I       | /ɪ/       | som i sitta                                     | tlh     | /t͡ɬ/           | som t + tonlöst l                                                        |
| j       | /ʤ/       | som engelska jump                               | u       | /u/            | som bok                                                                  |
| l       | /l/       | som i land                                      | v       | /v/            | som i valv                                                               |
| m       | /m/       | som i musik                                     | w       | /w/            | som i engelskans walker                                                  |
| n       | /n/       | som nos                                         | y       | /j/            | som ja                                                                   |
| ng      | /ŋ/       | som i stänga, uttalas utan g-ljud.              | '       | /ʔ/            | som första ljudet i ord som börjar på vokal, till exempel Erik ['ʔeːrik] |

### Substantiv
Substantiven på klingonska följs av suffix.

#### Augmentiv/diminutiv
En del ord kan få andra betydelser om man lägger till följande suffix.
- juH hem (Grundform)

- Suffixet -'a' förstorar substantivet:
  - juH'a' herrgård

- Suffixet -Hom förminskar substantivet:
  - juHHom stuga

#### Plural
Varelser som talar ett språk får ändelsen pu' i plural:
- tera'nganpu' jordbor
- vulqanganpu' vulkaner
- verenganpu' ferengier
- juppu' vänner

Kroppsdelar får ändelsen Du' i plural:
- Ho'Du' tänder
- ghopDu' händer
- nItlhDu' fingrar

Alla andra substantiv får ändelsen -mey i plural:
- Sajmey husdjur
- navmey papper
- mu'mey ord

#### Genitiv
Suffix på substantiv markerar genitiv (i de fall två suffix angivits nedan används det första för saker som har kapacitet till språk):
| Possessiva pronomen | Possessiva pronomen | Possessiva pronomen |
| Suffix              | Betydelse           |                     |
| ------------------- | ------------------- | ------------------- |
| -wI'/-wIj           | min                 |                     |
| -lI'/-lIj           | din                 |                     |
| -Daj                | hans/hennes/dess    |                     |
| -ma'/-maj           | vår                 |                     |
| -ra'/-raj           | er                  |                     |
| -chaj               | deras               |                     |

### Verb
- muS "att hata"

#### Subjekts- och objektsprefix
Verb föregås av ett prefix som indikerar både subjekt och objekt enligt person och (för första person) numerus:
| Personliga pronomen | Personliga pronomen | Personliga pronomen |
| Prefix              | Subjekt             | Objekt              |
| ------------------- | ------------------- | ------------------- |
| jI-                 | jag                 | -                   |
| bI-                 | du/ni               | -                   |
| ma-                 | vi                  | -                   |
| qa-                 | jag                 | dig/er              |
| cho-                | du/ni               | mig                 |
| vI-                 | jag                 | honom/henne/den/det |
| Da-                 | du/ni               | honom/henne/den/det |
| mu-                 | han/hon/den/det     | mig                 |
| Du-                 | han/hon/den/det     | dig                 |

- jImuS: "jag hatar"
- chomuS: "du hatar mig"

#### Suffix
- -be' gör verbet negativt: muSbe' "hatar inte".
- -Ha' ger verbet motsatt betydelse: mumuSHa' "han/hon/det gillar mig".

## Skriftspråk

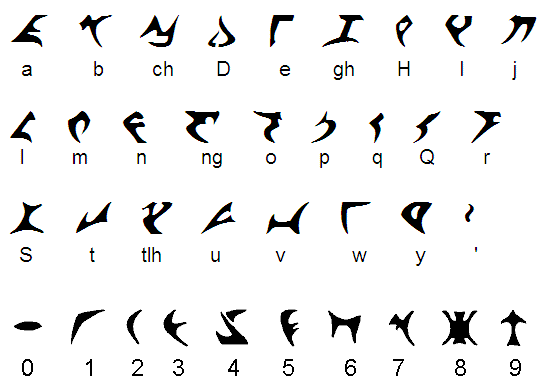
KLI:s pIqaD

Klingonska skrivs i praktiken oftast med latinska alfabetet, varvid versaler och gemener används för olika tecken, de är inte varianter av samma tecken som i de flesta språk. Det finns även ett unikt helt annorlunda alfabet, som baseras på vad som förekom i TV-serien. I The Klingon Dictionary nämns klingonernas skriftspråk som pIqaD, men ingen närmare beskrivning ges.
Många klingonister använder emellertid den pIqaD som The Klingon Language Institute har anammat och som har sitt ursprung i de tecken som används i TV-serien. Språkets skapare Marc Okrand har också accepterat denna pIqaD.

## Kanon
Kanon är ett viktigt koncept för klingonskan. Endast ord och grammatik som härrör från Marc Okrand anses vara riktigt kanonisk klingonska. The Klingon Language Institute har listat alla källor till språket som anses kanoniska. Bland klingonisterna är det en tvistefråga i vilken grad neologismer och slang får användas i talad och skriven klingonska.

## Böcker
Böcker som har getts ut helt på klingonska av Klingon Language Institute är: Hamlet, Gilgamesheposet och Mycket väsen för ingenting. Det stora översättningsprojektet är för övrigt Bibeln.[källa behövs]
Exempel på böcker och annat utgivet material:
Marc Okrand, The Klingon Dictionary (förkortat TKD), Simon & Schuster 1985
Denna bok betraktas som ett standardverk. Den kom i en andra expanderad upplaga 1992 (nytt vitt omslag istället för det äldre blå, allt nytt material är tillagt i slutet på boken i form av ett addendum och en extra ordlista, då man ville spara in på kostnaden genom att återanvända tryckplåtarna från 1:a upplagan). ISBN 0-671-74559-X (2:a upplagan).
The Klingon Dictionary finns översatt till tyska, brasiliansk portugisiska och italienska.
Marc Okrand, The Klingon Way (förkortat TKW), Simon & Schuster 1996
Detta är en bok med klingonska talesätt och kommentarer därtill. Den ger en lite djupare inblick i klingonskt tankesätt och kultur. Den är numera ur tryck. ISBN 0-671-53755-5.
Mark Okrand, Klingon for the Galactic Traveller (förkortat KGT), Simon & Schuster 1997
Innehåller information om specifika ämnen, såsom vapenterminologi och kulinarisk terminologi, samt kapitel med ytterligare info om vanliga uttalsproblem, dialekter, och så vidare. ISBN 0-671-00995-8.
Marc Okrand & Michael Dorn Conversational Klingon (förkortat CK), Simon & Schuster Audio 1992
En introduktion till språket på kassett. Kassett ISBN 0-671-85316-3.
Marc Okrand, Barry Levine & Michael Dorn Power Klingon (förkortat PK), Simon & Schuster Audio 1993
En fortsättning på Conversational Klingon. Kassett ISBN 0-671-85319-8, CD ISBN 0-671-85667-7.

## Källhänvisningar
1. ↑  Jalal Lalouni (18 juli 2004). ”Klingonska får högskolestatus” (på svenska). Dagens nyheter. http://www.dn.se/arkiv/kultur/klingonska-far-hogskolestatus/. Läst 9 juli 2004.
2. ↑  ISO 639-3 Arkiverad 10 oktober 2012 hämtat från the Wayback Machine.
3. ↑  Ernest Miller (2004). ”Klingon is Copyrighted”. The Importance of.... Arkiverad från originalet den 12 oktober 2008. https://web.archive.org/web/20081012114611/http://importance.corante.com/archives/002300.html.
4. ↑  Mårten Wallendahl (10 oktober 2014). ”Så fick utomjordingarna ett språk” (på svenska). Yle. https://svenska.yle.fi/artikel/2014/10/10/sa-fick-utomjordingarna-ett-sprak. Läst 9 juli 2017.
5. 1 2  Yens Wahlgren (2004), Klingon as Linguistic Capital
6. ↑  KLI Wiki, Canon sources Arkiverad 16 mars 2007 hämtat från the Wayback Machine.